# ديانا كروس
ديانا كروس (بالإسبانية: Diana Croce)‏ هي عارضة فنزويلية، ولدت في 17 أبريل 1997 في كلابوزو ‏ في فنزويلا.